# Roger Ridley
(Roger Ridley)
Milton Lee “Roger” Ridley Jr. (Contea di Lumpkin, 30 aprile 1948 – Los Angeles, 16 novembre 2005) è stato un cantante e chitarrista statunitense, noto come "la voce di Dio" per i suoi spettacoli da artista da strada a Santa Monica, California.
È anche noto per la sua collaborazione con la fondazione Playing for Change.

## Storia
La sua "carriera" è iniziata alla scuola elementare, quando cantò in un programma scolastico per uscire dalla lezione di inglese. 
I suoi obiettivi sono stati quelli di condividere la sua musica e canzoni con il mondo.
Si è trasferito a New York nel 1964 e ha lanciato la sua carriera professionale con Maley & The Isles come cantante.
All'età di 26 anni si è sposato ed è diventato padre di due ragazze e un ragazzo (anche loro sono nel campo della musica).
Il 29 marzo 1997 si è trasferito a Las Vegas, Nevada, dove si è esibito in uno spettacolo di musicisti di strada chiamato Madhattan, prodotto da Kenneth Feld. Dopo un anno lo show è stato chiuso, poi, un suo caro amico l'ha introdotto al 3rd Street Promenade a Santa Monica in California, e tutto ad un tratto si è tornato a esibirsi davanti a milioni di persone, un pubblico variegato con una cosa in comune, la buona musica.
La sua dedizione alla performance sul palco gli ha permesso di viaggiare in tutto il mondo, tra cui luoghi come Milano, Bologna, Lugano (dove faceva parte dei Blues to Bach) e Giappone, dove si è esibito con i Liberty The Street (nel loro tour Giapponese).
Ha continuato a dedicarsi alla musica fino alla sua prematura scomparsa il 16 novembre 2005.